# Kanäs oljehamn
Kanäs oljehamn är en oljehamn i byn Kantlax i Nykarleby i Österbotten. Hamnens oljedepåer ligger insprängda i berget. Ett statligt beslut om att anlägga hamnen togs 1959. Hamnen har ett farledsdjup på 7,0 meter.